# Pared diatérmica
En la termodinámica, una pared diatérmica entre dos sistemas termodinámicos permite la transferencia del calor pero no la transferencia de masa. 
La pared diatérmica  es importante porque, en termodinámica,  es común suponer a priori, para un sistema cerrado, en física  la existencia de   transferencia de energía a través de una pared que no permite el paso de materia pero  no  es adiabático, a este efecto se le puede llamar transferencia de energía en forma de calor, Aunque no es costumbre etiquetar esta hipótesis por separado como un axioma o una ley numerada.

## Definiciones de transferencia de calor
En termodinámica teórica, muchos autores varían en sus aproximaciones a la definición de la cantidad de calor transferido. Hay dos corrientes principales de pensar. Uno es de un punto de vista principalmente empírico ( aquí de denominara como la corriente termodinámica), para definir transferencia de calor cuando ocurrien solo por mecanismos macroscópicos especificados; en términos generales, esta aproximación es históricamente más vieja. El otro (que aquí se denominará la corriente mecánica) es desde un punto de vista fundamentalmente teórico, para definirlo como una cantidad residual calculada después de las transferencias de energía como trabajo macroscópico, entre dos cuerpos o sistemas cerrados, se han determinado para un proceso que se ajuste al principio de conservación de la energía o a la primera ley de termodinámica para sistemas cerrados;Este acercamiento creció en el siglo veinte, aunque fue manifestado en parte en el siglo diecinueve .  

### Corriente termodinámica
En la corriente termodinámica,los mecanismos específicos de transferencia de calor son la conducción y la radiación.Estos mecanismos requieren el reconocimiento de la temperatura; la temperatura empírica es suficiente para este propósito, aunque la temperatura absoluta también puede servir. En esta corriente de pensamiento, la cantidad de calor se define principalmente a través de calorimetría.
Aunque su definición de ellos difiere del de la  corriente mecánica, la corriente empírica no obstante  supone la existencia de recintos adiabáticos. Los define a través de los conceptos de calor y temperatura.  Estos dos conceptos son coordinadamente coherentes en el sentido de que surgen conjuntamente en la descripción de experimentos de transferencia de energía como calor.

### Corriente mecánica
En la corriente mecánica  sobre sistemas cerrados, el calor transferido se define como una cantidad residual calculada de energía transferida después de la energía transferida como trabajo se ha determinado, asumiendo para el cálculo la ley de conservación de energía, sin referencia al concepto de temperatura Hay cinco elementos principales de la teoría subyacente.
- La existencia de Estados de equilibrio termodinámico, determinables por precisamente uno (denominada variable de no deformación) más variable de estado que el número de variables de trabajo independientes (deformación).
- Un estado del equilibrio termodinámico interno de un cuerpo tiene una energía interna bien definida, esto es definido por la primera ley de termodinámicas.
- La universalidad de la ley de conservación de energía.
- El reconocimiento de trabajo como forma de transferencia de energía.
- La irreversibilidad universal de procesos naturales.
- La existencia de recintos adiabáticos.
- La existencia de muros permeables sólo al calor

Las presentaciones del axioma de esta corriente de pensamiento varían levemente, pero intentan evitar las nociones de calor y de temperatura en sus axiomas. Es esencial para esta corriente de pensamiento no suponer que el calor puede se medible por calorimetría. Es esencial para esta corriente de pensamiento que, para la especificación del estado termodinámico de un cuerpo o sistema cerrado, Además de las variables de estado llamadas variables de deformación, hay precisamente una variable de estado extra real-valorada, denominada variable de no deformación, aunque no debe ser reconocida como una temperatura empírica, incluso Aunque satisface los criterios para uno

## Cuentas de la pared diatermica
Como se mencionó anteriormente, una pared diatermica puede pasar energía como calor por conducción térmica, pero no materia. Una pared diatermica puede moverse y  por lo tanto ser parte de una transferencia de energía en forma de  trabajo. Entre muros que son impermeables a la materia, las paredes diatermicas y adibáticas son opuestas entre sí. 
Para la radiación, algunos comentarios adicionales pueden ser útiles.
En la termodinámica clásica, la radiación unidireccional, de un sistema a otro, no se considera. La radiación de dos vías entre dos sistemas es uno de los dos mecanismos de transferencia de energía como calor. Puede ocurrir a través de un vacío, con los dos sistemas separados del vacío que interviene por las paredes que son permeables solamente a la radiación; tal arreglo describe la definición de una pared diatermica . El equilibrio de la transferencia radiativa es transferencia del calor.
En la termodinámica, no es necesario que la transferencia radiativa de calor sea de pura radiación de cuerpo negro, ni de radiación incoherente. Por supuesto que la radiación del negro-cuerpo es incoherente. Así, la radiación láser cuenta en la termodinámica como un componente unidireccional de la radiación de dos vías que es la transferencia de calor.También, por el principio de la reciprocidad de Helmholtz, el sistema blanco irradia en el sistema  fuente del laser, aunque por supuesto relativamente débil comparado con la luz láser. Según Planck, un haz de luz monocromático incoherente transfiere entropía y tiene una temperatura. Para que una transferencia califique como trabajo, debe ser reversible en los alrededores, por ejemplo en el concepto de un depósito de trabajo reversible. La luz láser no es reversible en el entorno y por lo tanto es un componente de la transferencia de energía como calor, no de trabajo.
En teoría de la transferencia radiativa, se considera la radiación unidireccional. Para la investigación de la ley de Kirchhoff de la radiación termal las nociones de la absorbancia y de la emisividad son necesarias, y se reclinan en la idea de la radiación unidireccional. Estas cosas son importantes para el estudio de los coeficientes de Einstein, que se basa en parte en la noción de equilibrio termodinámico.
Para la corriente termodinámica, la noción de temperatura empírica se supone coordinadamente en la noción de transferencia de calor para la definición de una pared adibática.
Para la corriente mecánica, la forma exacta en que se definen las paredes es importante.
En la presentación de Carathéodory, es esencial que la definición de la pared adiabática no dependa de ninguna manera de las nociones de calor o temperatura. Esto se consigue por la redacción cuidadosa y la referencia a la transferencia de la energía solamente como trabajo. Buchdahl es cuidadoso de la misma manera.. Sin embargo, Carathéodory postula explícitamente la existencia de muros permeables sólo al calor, es decir, impermeables al trabajo y a la materia, pero aún permeables a la energía de alguna manera inespecífica; a esto se le conoce  como paredes diatérmicas. Uno podría ser perdonado por inferir en esto que el calor es energía en la transferencia a través de las paredes permeables solamente al calor,  y que tales son admitidos a existir no etiquetados como primitivas postuladas..
La corriente mecánica considera así la característica del recinto de adiabático el no permitir la transferencia del calor a través de sí mismo como deducción de los axiomas Carathéodory de la termodinámica, y considera la transferencia de calor residual como un Concepto primario .